# Chris Mavinga
Chris Mavinga, né le 26 mai 1991 à Meaux, est un footballeur international congolais. Il joue au poste de défenseur, d'abord à gauche puis dans l'axe. Il annonce la fin de sa carrière professionnelle en juin 2025.

## Biographie

### En club

#### Formation
International en équipe de France jeune, il est formé au centre de formation du PSG. Chris Mavinga est convoité par de nombreux clubs, mais c'est finalement Liverpool qui parvient à enrôler le jeune défenseur, durant l'été 2009, au détriment de son club formateur qui perçoit tout de même les indemnités de formation.
Durant la saison 2009-2010, il joue dans l'équipe réserve de Liverpool et n'apparaît pas une seule fois avec l'équipe première. Il remporte tout de même le Championnat d'Europe des moins de 19 ans avec la France, en étant titulaire au poste de défenseur axial gauche.

#### Prêt en Belgique
Il n'obtient pas plus de temps de jeu la saison suivante, et en décembre 2010, il est prêté pour la seconde partie de saison au KRC Genk en Belgique afin d'acquérir du temps de jeu. 
D'abord remplaçant, il joue les sept derniers matchs de la saison en playoff du championnat de Belgique. Lors du dernier match contre le Standard de Liège, décisif pour désigner le champion, il blesse involontairement mais gravement Mehdi Carcela au visage, lui cassant le nez, plusieurs dents et lui fracturant la mâchoire, l'arbitre Frank De Bleeckere le sanctionnant d'un carton jaune. Cette blessure fait grand bruit en Belgique. Mehdi Carcela est hospitalisé pendant dix mois. Le match nul obtenu par le KRC Genk (1-1) lui suffit à être champion, au dépend de son adversaire.

#### Retour en France et passage en Russie
Le 19 juillet 2011, il signe un contrat de quatre ans en faveur du Stade rennais. Il fait progressivement sa place lors de la première saison et découvre la Ligue Europa, et devient titulaire la saison suivante, au poste d'arrière gauche.
Il est transféré au Rubin Kazan, en Russie, à l'été 2013. Il est titulaire les premiers mois mais n'est plus convoqué en championnat à partir du mois de décembre. Le 30 août 2014, il revient en France en étant prêté avec option d'achat au Stade de Reims, où il se donne l'objectif de retrouver une bonne condition physique après ne pas avoir joué pendant une demi-saison en Russie. 
Malgré une saison difficile, conclue par seulement sept titularisations en championnat, il retrouve les pelouses de Ligue 1 pour la saison 2015-2016, en étant prêté cette fois à l'ES Troyes AC. Pour son premier match avec Troyes, le 15 août 2015, face à l'OGC Nice (3-3), il se fait exclure dès la 32e minute à la suite de deux cartons jaunes. Titulaire lors de son retour de suspension lors de la 4e journée de championnat, il connait un nouveau match compliqué la semaine suivante, face au SM Caen (défaite 1-3), remplacé dès la 40e minute par Quentin Othon. En fin de saison, son prêt n'est pas reconduit et il repart à Kazan.
De retour en Russie à partir de l'été 2016, il ne participe à aucune rencontre avec le Rubin Kazan et trouve un accord avec le club en janvier 2017 pour être libéré de son contrat.

#### Cadre en MLS
Le 31 janvier 2017, Chris Mavinga signe au Toronto FC, au Canada, finaliste malheureux de Major League Soccer,. Lors de sa première saison, Mavinga est titulaire. Son équipe est championne de la conférence de l'Est, puis retrouve les Sounders de Seattle en finale de la Coupe de la MLS. Toronto prend sa revanche de la saison passée en l'emportant (2-0), une première pour le club canadien. 
En avril 2018, il dispute également la finale de la Ligue des champions de la CONCACAF mais il est diminué physiquement. Il manque les demi-finales puis la finale retour face aux Mexicains de Chivas, perdue aux tirs au but par le club torontois. 
En 2019, Toronto retrouve une 3e fois Seattle en finale de la Coupe de la MLS mais s'incline cette fois. Le 14 octobre 2022, après six saisons et 153 rencontres avec la franchise canadienne (dont 140 en MLS), le club annonce que l'option dans son contrat n'est pas levée.
Mavinga retrouve peu après son ancien entraîneur de Toronto, Greg Vanney, en janvier 2023 en s'engageant au Galaxy de Los Angeles, avec une entente de deux ans. Il n'y joue cependant qu'un an et se trouve en réserve du championnat pour l'année 2024. En juin 2025, après un an et demi sans jouer, il annonce officiellement la fin de sa carrière professionnelle.

### International
Le sélectionneur des moins de 20 ans, Francis Smerecki, le présente comme « un défenseur moderne, costaud, malin et agressif ».
Le 18 octobre 2012, il est convoqué par la commission de discipline de la Fédération française de football en compagnie de Yann M'Vila, Antoine Griezmann, Wissam Ben Yedder et M'Baye Niang, après une virée nocturne (boite de nuit parisienne) trois jours avant un match décisif pour une qualification de l'équipe de France espoirs pour l'euro 2013, ce match est perdu contre la Norvège (3-5) et entraine la non-qualification de l'équipe de France pour l'Euro espoirs 2013. Le 8 novembre 2012, il est suspendu de toutes sélections en équipes nationales à compter du 12 novembre 2012 jusqu'au 31 décembre 2013.
D'origine congolaise par son père et angolaise par sa mère, il annonce fin 2014 vouloir défendre les couleurs de la République démocratique du Congo, et est sélectionné en mars 2015 par Florent Ibenge pour un stage à Dubaï avec les Léopards, ponctué d'un match amical contre l'Irak le 26 mars.

## Statistiques
| Saison                | Club                  | Championnat           | Championnat | Championnat | Coupe nationale | Coupe nationale | Coupe de la Ligue | Coupe de la Ligue | Compétition(s) continentale(s) | Compétition(s) continentale(s) | Compétition(s) continentale(s) | Séries | Séries | RD Congo | RD Congo | Total | Total |
| Saison                | Club                  | Division              | M.          | B.          | M.              | B.              | M.                | B.                | Comp.                          | M.                             | B.                             | M.     | B.     | M.       | B.       | M.    | B.    |
| 2009-2010             | Liverpool FC          | Premier League        | 0           | 0           | 0               | 0               | 0                 | 0                 | C1+C3                          | 0                              | 0                              | -      | -      | -        | -        | 0     | 0     |
| 2010-2011             | Liverpool FC          | Premier League        | 0           | 0           | 0               | 0               | 0                 | 0                 | C3                             | 0                              | 0                              | -      | -      | -        | -        | 0     | 0     |
| 2010-2011             | KRC Genk (prêt)       | Jupiler Pro League    | 9           | 0           | -               | -               | -                 | -                 | -                              | -                              | -                              | -      | -      | -        | -        | 9     | 0     |
| 2011-2012             | Stade rennais FC      | Ligue 1               | 14          | 0           | 2               | 0               | 1                 | 0                 | C3                             | 5                              | 0                              | -      | -      | -        | -        | 22    | 0     |
| 2012-2013             | Stade rennais FC      | Ligue 1               | 27          | 0           | 1               | 0               | 3                 | 0                 | -                              | -                              | -                              | -      | -      | -        | -        | 31    | 0     |
| Sous-total            | Sous-total            | Sous-total            | 41          | 0           | 3               | 0               | 4                 | 0                 | -                              | 5                              | 0                              | -      | -      | -        | -        | 53    | 0     |
| 2013-2014             | FK Rubin Kazan        | Premier-Liga          | 7           | 0           | 0               | 0               | -                 | -                 | C3                             | 8                              | 0                              | -      | -      | -        | -        | 15    | 0     |
| 2016-2017             | FK Rubin Kazan        | Premier-Liga          | 0           | 0           | 0               | 0               | -                 | -                 | -                              | -                              | -                              | -      | -      | -        | -        | 0     | 0     |
| Sous-total            | Sous-total            | Sous-total            | 7           | 0           | 0               | 0               | -                 | -                 | -                              | 8                              | 0                              | -      | -      | 0        | 0        | 15    | 0     |
| 2014-2015             | Stade de Reims (prêt) | Ligue 1               | 9           | 0           | 1               | 0               | 1                 | 0                 | -                              | -                              | -                              | -      | -      | 3        | 0        | 14    | 0     |
| 2015-2016             | ES Troyes AC (prêt)   | Ligue 1               | 20          | 0           | 2               | 0               | 1                 | 0                 | -                              | -                              | -                              | -      | -      | 1        | 0        | 24    | 0     |
| 2017                  | Toronto FC            | MLS                   | 26          | 0           | 3               | 0               | -                 | -                 | -                              | -                              | -                              | 5      | 0      | -        | -        | 34    | 0     |
| 2018                  | Toronto FC            | MLS                   | 12          | 0           | 3               | 0               | -                 | -                 | LCC                            | 4                              | 0                              | -      | -      | -        | -        | 19    | 0     |
| 2019                  | Toronto FC            | MLS                   | 26          | 0           | 1               | 0               | -                 | -                 | LCC                            | 2                              | 0                              | 4      | 0      | -        | -        | 33    | 0     |
| 2020                  | Toronto FC            | MLS                   | 20          | 0           | -               | -               | -                 | -                 | -                              | -                              | -                              | 1      | 0      | -        | -        | 21    | 0     |
| 2021                  | Toronto FC            | MLS                   | 22          | 0           | 2               | 0               | -                 | -                 | LCC                            | 1                              | 0                              | -      | -      | 1        | 0        | 26    | 0     |
| 2022                  | Toronto FC            | MLS                   | 19          | 0           | 2               | 0               | -                 | -                 | -                              | -                              | -                              | -      | -      | -        | -        | 21    | 0     |
| Sous-total            | Sous-total            | Sous-total            | 125         | 0           | 11              | 0               | -                 | -                 | -                              | 7                              | 0                              | 10     | 0      | 1        | 0        | 154   | 0     |
| 2023                  | Galaxy de Los Angeles | MLS                   | 19          | 0           | 2               | 0               | -                 | -                 | -                              | -                              | -                              | -      | -      | -        | -        | 21    | 0     |
| Total sur la carrière | Total sur la carrière | Total sur la carrière | 230         | 0           | 19              | 0               | 6                 | 0                 | -                              | 20                             | 0                              | 10     | 0      | 5        | 0        | 290   | 0     |

## Palmarès

### En sélection nationale
Équipe de France des moins de 19 ans
- Vainqueur du Championnat d'Europe des moins de 19 ans en 2010

### En club
KRC Genk
- Vainqueur du Championnat de Belgique en 2011

 Stade rennais
- Finaliste de Coupe de la Ligue en 2013

 Toronto FC
- Vainqueur de la Coupe MLS 2017
- Vainqueur du Championnat canadien en 2017
- Finaliste de la Ligue des champions CONCACAF en 2018